# Барон Маркс Бротонский

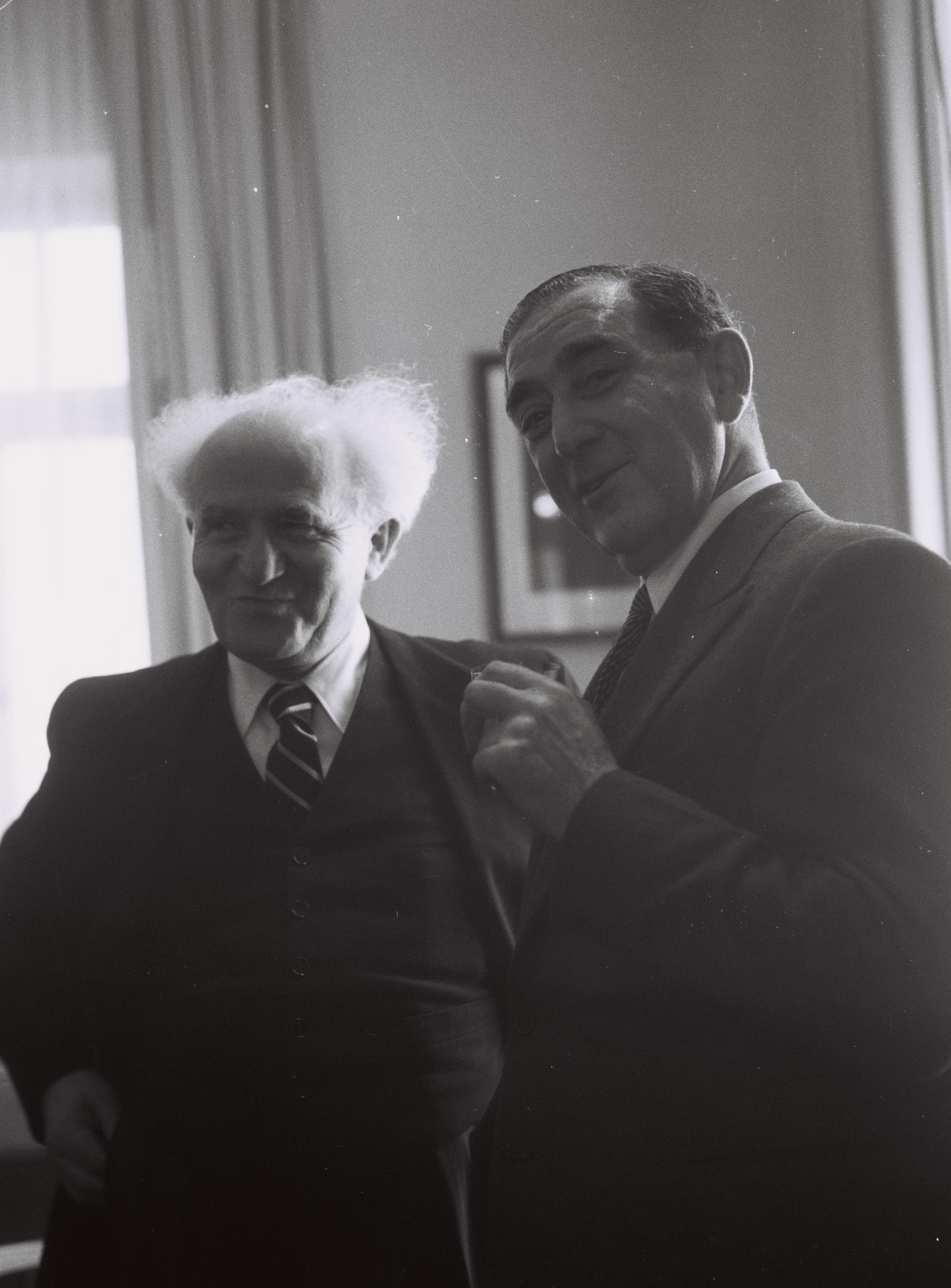
Саймон Маркс, 1-й барон Маркс Бротонский (1888—1964), и Давид Бен-Гурион, в Тель-Авиве, 1949 год

Барон Маркс Бротонский из Санингдейла в графстве Беркшир — наследственный титул в системе Пэрства Соединённого королевства. Он был создан 10 июля 1961 года для Саймона Маркса (1888—1964). Он был председателем и управляющим директором розничной сети Marks & Spencer, соучредителем которой был его отец Майкл Маркс. 
По состоянию на 2024 год носителем титула являлся его внук, Саймон Ричард Маркс, 3-й барон Маркс Бротонский (род. 1950), который наследовал своему отцу в 1998 году.

## Бароны Маркс из Бротона (1961)
- 1961—1964: Саймон Маркс, 1-й барон Маркс Бротонский (9 июля 1888 — 8 декабря 1964), сын Майкла Маркса (1863—1907);
- 1964—1998: Майкл Маркс, 2-й барон Маркс Бротонский (27 августа 1920 — 9 сентября 1998), единственный сын предыдущего;
- 1998 — настоящее время: Саймон Ричард Маркс, 3-й барон Маркс Бротонский (род. 3 мая 1950), единственный сын предыдущего;
  - Наследник титула: достопочтенный Майкл Маркс (род. 13 мая 1989), единственный сын предыдущего.